# Salvatore Sanzo
Salvatore Sanzo detto Toti (Pisa, 26 novembre 1975) è un dirigente sportivo ed ex schermidore italiano, specializzato nel fioretto. Attualmente Dirigente Responsabile Area Sport della Società pubblica Sport e Salute SpA..

## Biografia
Ha iniziato a Pisa, giovanissimo, la sua attività di schermitore, seguendo le lezioni del maestro Antonio Tringale. Ad undici anni ha conosciuto il maestro Antonio Di Ciolo con il quale ha condiviso tutta la carriera. 
Ha vinto la medaglia d'oro alle Olimpiadi di Atene 2004 nella prova di fioretto a squadre, conquistando anche l'argento nella gara individuale. Medaglia di bronzo a squadre inoltre ai Giochi olimpici di Sydney 2000 e medaglia di bronzo individuale ai Giochi Olimpici di Pechino 2008. 
In Coppa del Mondo Senior ha ottenuto 49 podi, con 21 successi e la vittoria finale del Trofeo nel 2004, 10 medaglie d'argento e 18 di bronzo. Sempre in Coppa del Mondo è arrivato secondo per tre volte: nel 2000, 2002 e 2005. Nella competizione a squadre ha vinto per 2 volte la Classifica generale.
4 volte Campione del Mondo Senior (2 titoli individuali e 2 a squadre) e 5 volte Campione Europeo Senior (2 titoli individuali e 3 a squadre). 
Nel 2001 a Tunisi vince i Giochi del Mediterraneo ed arriva 2º a squadre alle Universiadi di Pechino.
È stato per 14 volte campione Italiano Senior (3 volte individuale e 11 nel titolo a squadre); Oro ai Mondiali Militari a squadre e bronzo nella prova individuale. Ha vinto la Coppa Europa a squadre con il GS Carabinieri e il Torneo 7 Nazioni nel 2000.
A livello giovanile ha vinto tutto: oro ai Campionati del Mondo U-20 di Parigi nel 1995; 2 volte vincitore della Coppa del Mondo individuale nel 1993 e nel 1995 e oro ai Campionati Europei U-20 di Cracovia nel 1994. Ha ottenuto anche la medaglia d'argento ai Mondiali U-17 di Bonn nel 1992. 
Nel 2005 si laurea in Giurisprudenza, presso l'Università di Pisa. 
Ha fatto parte del Centro Sportivo Carabinieri dal 3 novembre 1993 fino alla nomina di Assessore per la Provincia di Pisa, avvenuta il 27 giugno 2009. 
È stato Professore a contratto presso la Facoltà di Scienze Motorie dal 2004 fino al 2012, quando per scelta ha abbandonato l'insegnamento.
Giornalista pubblicista dal 2005, ha collaborato con il sito internet della Gazzetta dello Sport curando la rubrica 'Giù la maschera'; con l'emittente televisiva Granducato TV ed con il quotidiano nazionale QS.
Appassionato di calcio, da febbraio 2009 è stato fino a giugno 2018 collaboratore di Sky Sport canale 200 e 201, per cui ha realizzato servizi, interviste e commenti da studio per il campionato di calcio di serie B e per le altre discipline sportive. Ha partecipato alle Olimpiadi di Londra come Talent per la scherma e come giornalista per le altre discipline sportive, seguendo da bordo campo la finale Olimpica di calcio tra Messico e Brasile. Nel 2014 ha condotto la rubrica 'Matti da Lega Pro'. 
Insignito di numerose onorificenze: Cavaliere della Repubblica nel settembre del 2000 e Commendatore della Repubblica nel settembre del 2004. Nel curriculum vanta anche 3 Diplomi d'Onore e il Collare d'Oro (massime Onorificenze CONI). 
È stato componente della Commissione Atleti della Fédération Internationale d'Escrime dal 2005 al 2010: un anno dopo l'annuncio del ritiro dalle pedane.
Assessore alla Provincia di Pisa dal 2009 al 2013, con deleghe al Turismo, allo Sport e alle Politiche Giovanili. Nel 2010 è stato nominato responsabile per lo Sport della Toscana (UPI Toscana) e membro nazionale del coordinamento per lo sport e le politiche giovanili. 
Il 23 gennaio 2013 è diventato Presidente del CONI Toscana, battendo per 39 a 18 l'uscente Paolo Ignesti. 
Candidato alle elezioni comunali di Pisa del 26 e 27 maggio 2013, è risultato il più votato con 760 preferenze (quasi il 2% del totale dei votanti). Il 10 giugno è stato nominato Assessore al Comune di Pisa con deleghe allo Sport e all'Ambiente; il 30 aprile del 2017 annuncia le proprie dimissioni. 
Nel novembre 2013 è stato nominato presidente della Commissione Nazionale Sport e Politiche Giovanili dell'ANCI (Associazione Italiana Comuni d'Italia).
Il 4 marzo 2017 è stato confermato alla guida del CONI Toscana ottenendo il 100% dei voti (57 voti su 57 a favore).
Rinuncia al terzo mandato di Presidente del CONI Toscana, per rappresentare lo Sport del Territorio a livello nazionale ed il 21 aprile 2021 viene eletto con 32 voti favorevoli su 35 (3 astensioni) componente del Consiglio Nazionale del CONI per il quadriennio 2021-2024. In seguito all'incarico lavorativo assunto presso Sport e Salute SpA, il 14 febbraio 2023 presenta al Presidente del CONI Giovanni Malagò, le dimissioni irrevocabili.
È stato Segretario Generale della Federazione Italiana Canoa Kayak dal 2 aprile 2017 al 15 settembre 2022.

## Palmarès

### Risultati élite
In carriera ha ottenuto i seguenti risultati:
Giochi olimpici
Individuale
- Argento nel fioretto ad Atene 2004
- Bronzo nel fioretto a Pechino 2008

A squadre
- Oro nel fioretto ad Atene 2004
- Bronzo nel fioretto a Sydney 2000

Mondiali
Individuale
- Oro nel fioretto a Nîmes 2001
- Oro nel fioretto a Lipsia 2005
- Bronzo nel fioretto a La Chaux de Fonds 1998

A squadre
- Oro nel fioretto a L'Avana 2003
- Oro nel fioretto a Pechino 2008
- Argento nel fioretto a Lipsia 2005
- Bronzo nel fioretto a Città del Capo 1997
- Bronzo nel fioretto a Torino 2006

Europei
Individuale
- Oro nel fioretto a Bolzano 1999
- Oro nel fioretto a Funchal 2000
- Bronzo nel fioretto a Gand 2007

A squadre
- Oro nel fioretto a Bolzano 1999
- Oro nel fioretto a Zalaegerszeg 2005
- Bronzo nel fioretto a Funchal 2000
- Bronzo nel fioretto a Gand 2007

Universiadi
Individuale
A squadre
- Argento nel fioretto a Pechino 2001

Giochi del Mediterraneo
Individuale
- Oro nel fioretto a Tunisi 2001

Campionati italiani
Individuale
- Oro nel fioretto a Firenze 1999
- Oro nel fioretto a Roma 2003
- Oro nel fioretto a Udine 2005
- Argento nel fioretto a Bolzano 1997
- Argento nel fioretto a Padova 2004
- Argento nel fioretto a Torino 2006
- Bronzo nel fioretto a Napoli 2007

A squadre
- Oro nel fioretto a Modena 1995
- Oro nel fioretto a Bologna 1996
- Oro nel fioretto a Bolzano 1997
- Oro nel fioretto a Bari 1998
- Oro nel fioretto a Livorno 2000
- Oro nel fioretto a Livorno 2001
- Oro nel fioretto a Roma 2003
- Oro nel fioretto a Padova 2004
- Oro nel fioretto a Udine 2005
- Oro nel fioretto a Torino 2006
- Oro nel fioretto a Napoli 2007

Coppa del mondo
Classifica individuale
- 2003-2004 -  nella classifica generale del fioretto
- 1999-2000 -  nella classifica generale del fioretto
- 2001-2002 -  nella classifica generale del fioretto
- 2004-2005 -  nella classifica generale del fioretto
- 2000-2001 -  nella classifica generale del fioretto
- 2002-2003 - 4º nella classifica generale del fioretto
- 1998-1999 - 5º nella classifica generale del fioretto
- 2005-2006 - 5º nella classifica generale del fioretto
- 2006-2007 - 8º nella classifica generale del fioretto
- 2007-2008 - 8º nella classifica generale del fioretto

Classifica a squadre
- 2002-2003 -  nella classifica generale del fioretto
- 2007-2008 -  nella classifica generale del fioretto

### Risultati giovani
Mondiali giovani
Individuale
- Oro nel fioretto a Parigi 1995

A squadre
Mondiali cadetti
Individuale
- Argento nel fioretto a Bonn 1992

Coppa del mondo under-20
Classifica individuale
- 1992-1993 -  nella classifica generale del fioretto
- 1994-1995 -  nella classifica generale del fioretto

Classifica a squadre
Europei giovani
Individuale
- Oro nel fioretto a Cracovia 1994

A squadre